# Nils van 't Hoenderdaal
Nils van 't Hoenderdaal (Amsterdam, 3 oktober 1993) is een Nederlands baanwielrenner. Zijn specialiteit is de sprint.

## Biografie
Van 't Hoenderdaal begon op 14-jarige leeftijd met wielrennen bij A.S.C. Olympia in Amsterdam. Hij volgt een opleiding Communicatie Evenementen & Marketing aan het Johan Cruyff College in Nijmegen. Zijn eerste grote internationale overwinning boekte hij in 2013 samen met Hugo Haak en Matthijs Büchli op het onderdeel teamsprint tijdens de World Cup in Guadalajara. Een jaar later won hij met Jeffrey Hoogland en Büchli hetzelfde onderdeel op het EK baanwielrennen tot 23 jaar. Een jaar later haalde het trio goud tijdens de Europese Kampioenschappen. Op het WK in 2016 in Londen was er zilver weggelegd voor het driemanschap. Dat was een jaar later in Hongkong wederom het geval.
Tijdens de Olympische Spelen in Rio de Janeiro kwam Van 't Hoenderdaal uit op de onderdelen teamsprint en ploegenachtervolging. Op de teamsprint werd het team teleurstellend zesde, op de ploegenachtervolging kwam Joost van der Burg in de eerste ronde ten val waarmee het toernooi ten einde kwam voor Van 't Hoenderdaal.
Twee jaar na de Spelen, in 2018, beleefde van 't Hoenderdaal een goed jaar met goud in de teamsprint op het WK en Europese Kampioenschappen. Het jaar daarop volgde goud op de Europese Spelen.
In aanloop naar de Olympische Spelen in Tokio had van 't Hoenderdaal te maken met toenemende concurrentie binnen de Nederlandse ploeg. Hij legde het bij een bike-off in januari af tegen Roy van den Berg, waarmee deelname aan de Spelen uit het zicht verdween. Op 3 augustus 2021, de dag dat zijn landgenoten goud wonnen op de teamsprint in Tokio, kondigde van 't Hoenderdaal zijn afscheid aan.

## Erelijst

### Baanwielrennen
| Jaar | NK                       | EK         | WK         | Overige                                                                    |
| ---- | ------------------------ | ---------- | ---------- | -------------------------------------------------------------------------- |
| 2012 | keirin                   |            |            |                                                                            |
| 2013 |                          |            |            | 1x World Cup-zege op de teamsprint                                         |
| 2014 | kilometer tijdrit keirin |            |            | teamsprint EK tot 23 jaar                                                  |
| 2015 |                          | teamsprint |            |                                                                            |
| 2016 | teamsprint               |            | teamsprint | OS: 6e teamsprint                                                          |
| 2017 | teamsprint               |            | teamsprint |                                                                            |
| 2018 | teamsprint               | teamsprint | teamsprint |                                                                            |
| 2019 |                          |            |            | Europese Spelen teamsprint · WB Minsk: teamsprint · WB Glasgow: teamsprint |